# Paramapania parvibracteata
Paramapania parvibracteata là loài thực vật có hoa trong họ Cói. Loài này được (C.B. Clarke) Uittien mô tả khoa học đầu tiên năm 1936.